# Театр Мороско
Театр Мороско (англ. The Morosсо Theatre) — один из бродвейских театров, располагавшийся в весьма оживлённом квартале, поблизости от знаменитого Таймс-сквера в Нью-Йорке, и просуществовавший с 1917 по 1982 год.
Репутация театра, уровень представляемых каждый сезон новых пьес, были столь высокими, что когда возник вопрос о закрытии театра, с тем, чтобы построить на его месте современную гостиницу, он стал предметом острой общественной дискуссии, и даже судебных разбирательств, в итоге которых, однако, театр всё же был закрыт, вместе с четырьмя другими, оказавшимися в зоне новостройки.
Так знаменитый театр, премьерами пьес открывавший Америке таланты Юджина О’Нила, Фридриха Дюрренматта, Артура Миллера, Теннесси Уилльямса, Бернарда Шоу, Вуди Аллена, — постановка которых удостаивалась порой и престижной Пулитцеровской премии, — остался лишь на фотографиях.

## История
Здание театра, по адресу «Западная 45-я Авеню, дом 217», спроектировал театральный архитектор и дизайнер Герберт Крапп — по заказу братьев Шуберт, владевших крупной сетью театров по всей Америке.
Театр строился специально как новое рабочее место для опытного театрального продюсера из Лос-Анджелеса — Оливера Мороско, бывшего к тому же и успешным постановщиком, и плодовитым драматургом. В жестокой конкурентной борьбе Шубертов с «Театральным синдикатом», закончившейся полной победой братьев, Мороско, видимо, оказал Шубертам столь важные услуги, что в благодарность они заключили с ним контракт на руководство вновь строящимся театром, и даже назвали этот театр так же, как назывался его театр в Лос-Анджелесе — Театр Мороско.
Театр вмещал 1009 зрителей, таких вместительных залов на Бродвее немного. После закрытой премьеры 4 февраля 1917 года — только по пригласительным билетам, — уже на следующий день театр открыл свои двери и для обычной публики. В разгар Первой Мировой, пылавшей почти на всех континентах, театр открылся представлением мюзикла «Канарские хижины» («Canary Cottage»). Автором текста для мюзикла был сам Мороско.
Во время Депрессии Шуберты были вынуждены продать театр. Оливер Мороско отправился искать счастья в Голливуд. Но театр продолжал давать спектакли. Иногда успешные и важные, иногда — не очень. Менялись хозяева. Пока последние из них не решили предоставить столь дорогой участок в центре Манхэттена под строительство современного 49-этажного отеля «Мэрриот Маркиз». И хотя сопротивление коллектива театра и видных театральных деятелей Бродвея было упорным и долгим, решение хозяев отменить не удалось, и в 1985 году на месте театра вырос небоскрёб. При этом на третьем этаже нового отеля расположился новый бродвейский театр — «Театр Маркиз», как символ компромисса между бизнесом и культурой.

## Значительные премьеры

BOXES AND UPPER BALCONY, LOOKING WEST — Morosco Theater, 217—225 West Forty-fifth Street, New York, New York County, NY HABS NY,31-NEYO,104-8

- «Happy New Year» музыкальная адаптация пьесы Philip Barry  «Holiday» с песнями на слова Cole Porter, 1980
- «The Lady From Dubuque», Edward Albee, 1980
- «Da», Hugh Leonard, 1978
- «Side By Side By Sondheim», восстановленный мюзикл, 1978
- «Golda», William Gibson, 1977
- «The Shadow Box», Michael Cristofer, 1977
- «A Party with Betty Comden and Adolph Green», восстановленный мюзикл, 1977
- «The Innocents», William Archibald, 1976
- «Let My People Come», Earl Wilson Jr., 1976
- «Лето и дым», Т. Уильямс, 1976
- The Norman Conquests, Alan Ayckbourn, 1975
- «In Praise of Love», Terence Rattigan, 1974
- «en:A Moon for the Misbegotten», Ю. О’Нил, 1973
- «The Changing Room», David Storey, 1973
- «Butley», Simon Gray, 1972
- «And Miss Reardon Drinks a Little», Paul Zindel, 1971
- «Forty Carats», Jay Allen, 1968
- «The Price», А. Миллер, 1968
- «Don't Drink the Water», В. Аллен, 1966
- «Mary, Mary», Jean Kerr, 1964
- «Элфи», Билл Нотон, 1964
- «Три сестры», А. Чехов, 1964
- «The Milk Train Doesn't Stop Here Anymore», Т. Уильямс, 1963
- «The Best Man», Gore Vidal, 1960
- «Визит старой дамы», Ф. Дюрренматт, 1958
- «Time Remembered», Jean Anouilh, 1957 – 1958
- «Major Barbara», Дж. Шоу, 1956
- «Кошка на раскалённой крыше», Т. Уильямс, 1955
- «The Deep Blue Sea», Terence Rattigan, 1952
- «Смерть коммивояжёра», А. Миллер, 1949
- «The Voice of the Turtle», John Van Druten, 1943
- «Blithe Spirit», фарс Ноэля Коуэрда и Клифтона Уэбба, 1941
- «Old Acquaintance», John Van Druten, 1940
- «Наш городок», Т. Уайлдер, 1938
- «Кукольный дом», Г. Ибсен, 1937
- «Gold Eagle Guy», Melvin Levy, 1934
- «Дама с камелиями», А. Дюма(сын), 1932
- «Дядя Ваня», А. Чехов, 1929
- «Little Accident», Floyd Dell и Thomas Mitchell, 1928
- «Письмо», С. Моэм, 1927
- «Craig's Wife», George Kelly, 1925
- «Скарамуш», Р. Сабатини, 1923
- «Beyond the Horizon», Ю. О’Нил, 1920
- «The Bat», Mary Rinehart и Avery Hopwood, 1920